# Dominic Mazzoni
Dominic Mazzoni es un matemático e informático, famoso por ser cocreador de Audacity, aplicación informática multiplataforma libre para grabación y edición de audio.

## Biografía
Dominic Mazzoni se graduó en 1999 en matemáticas en Harvey Mudd College.
Dominic se casó con Ronit, una mujer ciega de nacimiento. Esto hizo que Dominic se fascinase con la manera que su mujer usaba la tecnología. A lo largo de su vida se centró a partir de este momento en hacer la tecnología más accesible para todo el mundo. Dominic tiene tres hijos.
En su tiempo libre toca el piano y compone música con otras personas. Toca en un grupo de jazz llamado San Gabriel Seven.

## Trabajo
Dominic Mazzoni fundó Audacity en 1999 junto con Roger Dannenberg mientras sacaba su doctorado de ingeniería informática en Carnegie Mellon. Dominic lideró Audacity durante sus 10 primeros años de existencia. Según el mismo cuenta, hizo una contribución de más de 100000 líneas de código a lo largo de los años para sacar versiones para Windows, Mac y Linux. 
Es un gran contribuidor en el mundo del desarrollo del software libre por esta herramienta. Audacity es un editor de audio y grabador de sonido gratuito de código abierto, pues su código fuente está disponible para que cualquier persona pueda usarlo.
Tras conseguir el máster en 2003, decidió trabajar a tiempo completo en vez de continuar con su investigación en el doctorado. Comenzó a trabajar en Jet Propulsion Lab de la NASA donde hizo trabajos de machine learning especializándose en la aplicación de máquinas vectoriales de soporte y otros algoritmos de aprendizaje automático para problemas de análisis de datos científicos. Estuvo desde julio de 2001 hasta abril de 2006 en Pasadena. Tras esta primera experiencia entró en Google trabajando primeramente en Adsense donde estuvo durante 15 años.
Dominic fue transferido al equipo de Google Chrome para trabajar en temas de accesibilidad, aunque su primer contacto con la accesibilidad fue a través de un correo electrónico de un usuario ciego mientras realizaba el doctorado. Su tarea en el equipo de Google consistía en hacer la experiencia del uso de Chrome más accesible para todos. Consiguió aumentar el número de usuarios capaces de usar Chrome, incluyendo a personas con deficiencia motora e incapacidades en la visión. Además se esforzó en facilitar a los desarrolladores la tarea de hacer la experiencia web más accesible a todo el mundo.
Tras 15 años en Google, sintió frustración por la falta de tiempo para concentrarse ante la ocupación que tenía su calendario. En 2021, se unió al equipo de Clockwise donde sigue haciendo tareas de accesibilidad. En él aprendió que los equipos de diseño y front-end ya comprendían y pensaban que era muy importante el término accesibilidad.

## Premios
- ACM International Collegiate Programming Contest

- NASA Software of the Year, 2005

Primer lugar en 1998 y tercer lugar en 1999 en las finales regionales del concurso. Usó los lenguajes C y C++ en equipos de 3 personas, compitiendo contra otros 50 equipos.
Experimento autónomo de artesanía científica, siendo desarrollador a tiempo parcial en un equipo de más de 15 personas.